# Frank Tashlin
Frank Tashlin, de vrai nom Francis Fredrick von Taschlein, né le 19 février 1913 à Weehawken (New Jersey) et mort le 5 mai 1972 à Los Angeles (Californie), est un cartooniste, scénariste et réalisateur américain.

## Biographie

### Cinéma d'animation
À partir de 1930, Frank Tashlin commence à travailler pour Paul Terry comme dessinateur sur la série animée Aesop's Film Fables, puis brièvement pour Amadee J. Van Beuren. Il rejoint ensuite les studios de Leon Schlesinger à la Warner Bros. En 1934 il crée le comic strip Van Boring inspiré du personnage de son ancien patron Van Beuren. Il enchaine avec Tish Tash. Il rejoint ensuite les studios d'Ub Iwerks puis passe chez Hal Roach comme scénariste en 1935. Il retourne chez Schlesinger en 1936 comme réalisateur de films d'animation.
En 1938 il travaille pour Walt Disney, au département scénarios. À partir de 1941 il exerce comme responsable de production chez Screen Gems, la branche animation de Columbia Pictures. Tashlin rejoint en 1943 le département animation de la Warner. Il reste au studio durant la Seconde Guerre mondiale où il travaille sur de nombreux court-métrage dont ceux du soldat Snafu.
Deux albums jeunesse, L'opossum qui avait l'air triste et Mais, je suis un ours ! sont parus en France à l'École des loisirs.

### Réalisateur
Frank Tashlin quitte l'animation en 1944 (il y retournera brièvement dans les années 1960, produisant The Bear That Wasn't, de Chuck Jones pour la MGM), il devient gagman pour les Marx Brothers et Lucille Ball tout en écrivant des scénarios. Ses films sont toujours empreints d'éléments issus de son passé de cartoonist. Il écrit des films pour Bob Hope et Red Skelton.
En 1956, il réalise La Blonde et moi (The Girl Can't Help It), comédie satirique autour du rockn'roll naissant, puis confirme son succès avec : Un vrai cinglé de cinéma (Hollywood or Bust, 1956) où l'on trouve le duo Jerry Lewis et Dean Martin, puis La Blonde explosive (Will Success Spoil Rock Hunter ?, 1957, inscrit au National Film Registry en 2000). Il réalise également quatre des premiers films solo de Lewis : Rock-A-Bye Baby, The Geisha Boy, Cinderfella, et It's Only Money. En France, Tashlin est apprécié de l'équipe des Cahiers du cinéma où Godard est loin d'être insensible à son traitement de la couleur.
Au cours des années 1960, les films de Frank Tashlin perdent de leur éclat. Il tourne un dernier film en 1968, La Marine en folie (The Private Navy of Sgt. O'Farrell) avec Bob Hope et Phyllis Diller.

## Filmographie

### Scénariste
- 1935 : Laurel et Hardy électriciens, court métrage de Charley Rogers (non crédité)
- 1935 : The Fixer Uppers, court métrage de Charley Rogers (non crédité)
- 1935 : Thicker Than Water, court métrage de James W. Horne (non crédité)
- 1938 : Le Brave petit tailleur, court métrage de Bill Roberts (non crédité)
- 1940 : L'Entreprenant M. Duck, court métrage de Jack King (non crédité)
- 1941 : The Great Cheese Mystery, court métrage d'Arthur Davis
- 1941 : The Fox and the Grapes, court métrage
- 1941 : The Tangled Angler, court métrage
- 1942 : A Hollywood Detour, court métrage
- 1942 : Song of Victory, court métrage de Bob Wickersham (non crédité)
- 1942 : The Gullible Canary, court métrage d'Alec Geiss (non crédité)
- 1943 : Les Rendez-vous des mélomanes ( A Corny Concerto), court métrage de Bob Clampett
- 1945 : Délicieusement dangereuse d'Arthur Lubin
- 1946 : The Lady Said No, court métrage
- 1946 : Une nuit à Casablanca d'Archie Mayo (non crédité)
- 1946 : Pepito's Serenade, court métrage de Robert Newman et Frank Tashlin
- 1946 : Double Rhythm, court métrage de George Templeton
- 1946 : Le Joyeux Barbier de George Marshall (non crédité)
- 1947 : The Way of Peace, court métrage
- 1947 : Hollywood en folie de George Marshall
- 1947 : Mickey et le Haricot magique, court métrage de Hamilton Luske et Bill Roberts (non crédité)
- 1948 : Bien faire... et la séduire de S. Sylvan Simon
- 1948 : Un caprice de Vénus de William A. Seiter et Gregory La Cava
- 1948 : Visage pâle de Norman Z. McLeod
- 1949 : Miss Grain de sel de Lloyd Bacon
- 1949 : La Pêche au trésor de David Miller et Leo McCarey
- 1950 : Suzy... dis-moi oui d'Edward Buzzell
- 1950 : Le Marchand de bonne humeur de Lloyd Bacon
- 1950 : Kill the Umpire de Lloyd Bacon
- 1950 : En plein cirage de Lloyd Bacon
- 1951 : Le Môme boule-de-gomme de Sidney Lanfield et Frank Tashlin
- 1952 : Catch conjugal
- 1952 : Le Fils de visage pâle
- 1953 : Épousez-moi
- 1954 : Suzanne découche (Susan Slept Here)
- 1954 : Les Jarretières rouges de George Marshall (non crédité)
- 1955 : On ne joue pas avec le crime de Phil Karlson (non crédité)
- 1955 : Artistes et modèles
- 1956 : Chéri, ne fais pas le zouave
- 1956 : Énigme policière (The Scarlet Hour) de Michael Curtiz
- 1956 : Les Rois du jazz de Michael Curtiz (non crédité)
- 1956 : La Blonde et moi
- 1956 : Un vrai cinglé de cinéma (non crédité)
- 1956-1957 : General Electric Theater, série télévisée (2 épisodes)
- 1957 : La Blonde explosive
- 1958 : Trois bébés sur les bras
- 1958 : Le Kid en kimono
- 1960 : Cendrillon aux grands pieds
- 1961 : Blanche-Neige et les trois Stooges de Walter Lang et Frank Tashlin (non crédité)
- 1962 : Appartement pour homme seul
- 1962 : Gigot, le clochard de Belleville de Gene Kelly (non crédité)
- 1963 : Un chef de rayon explosif
- 1963 : Les Pieds dans le plat
- 1964 : Jerry chez les cinoques
- 1967 : Opération Caprice
- 1967 : The Bear That Wasn't, court métrage de Chuck Jones et Maurice Noble
- 1968 : La Marine en folie
- 1968 : The Shakiest Gun in the West d'Alan Rafkin

### Réalisateur

#### Court-métrage
- 1933 : Hook & Ladder Hokum
- 1936 : La Ferme de Porky
- 1936 : Porky légionnaire
- 1936 : Le Refuge de Porky
- 1937 : La Course de Porky
- 1937 : Porky amoureux
- 1937 : Porky's Building
- 1937 : Porky cheminot
- 1937 : Non, ce n'est pas la pluie
- 1937 : L'Héritage de Porky
- 1937 : Porky's Double Trouble
- 1937 : Les bois sont pleins de coucous
- 1938 : Porky at the Crocadero
- 1938 : Maintenant que l'été est fini
- 1938 : Porky combattant du feu
- 1938 : Les Rois du swing
- 1938 : Porky's Spring Planting
- 1938 : Le major mentira jusqu'à l'aube
- 1938 : Wholly Smoke
- 1938 : La Valse des patins
- 1938 : Petit Pancho deviendra grand
- 1938 : Le Grand Voyage
- 1941 : The Fox and the Grapes
- 1941 : The Tangled Angler
- 1942 : A Hollywood Detour
- 1943 : Porky à l'hôtel
- 1943 : Scrap Happy Daffy
- 1943 : The Goldbrick (non crédité)
- 1943 : The Home Front (non crédité)
- 1943 : Le Chat châtié
- 1944 : Ras-le-bol des moutons
- 1944 : À chacun son crooner
- 1944 : The Chow Hound (non crédité)
- 1944 : Censored (non crédité)
- 1944 : Brother Brat
- 1944 : Daffy part en mission
- 1944 : Le Frileux Petit Canard
- 1944 : Stupide Cupidon
- 1945 : Un train d'enfer
- 1945 : Behind the Meat-Ball (non crédité)
- 1945 : Tale of Two Mice (non crédité)
- 1945 : Un animal trop familier (non crédité)
- 1946 : L'Élixir d'Elmer (non crédité)
- 1946 : The Lady Said No
- 1946 : Pepito's Serenade
- 1946 : Choo Choo Amigo
- 1947 : The Way of Peace

#### Long-métrage
- 1951 : Le Môme boule-de-gomme (non crédité)
- 1952 : Catch conjugal
- 1952 : Le Fils de visage pâle
- 1953 : Épousez-moi
- 1954 : Suzanne découche (Susan Slept Here)
- 1955 : Artistes et modèles
- 1956 : Chéri, ne fais pas le zouave
- 1956 : La Blonde et moi
- 1956 : Un vrai cinglé de cinéma
- 1957 : La Blonde explosive
- 1958 : Trois bébés sur les bras
- 1958 : Le Kid en kimono
- 1959 : L'Habit ne fait pas le moine
- 1960 : Cendrillon aux grands pieds
- 1961 : Blanche-Neige et les trois Stooges (non crédité)
- 1962 : Appartement pour homme seul
- 1962 : L'Increvable Jerry
- 1963 : Les Pieds dans le plat
- 1963 : Un chef de rayon explosif
- 1964 : Jerry chez les cinoques
- 1965 : ABC contre Hercule Poirot
- 1966 : La blonde défie le FBI
- 1967 : Opération Caprice
- 1968 : La Marine en folie

#### Télévision
- 1954-1956 : General Electric Theater, série télévisée (2 épisodes)
- 1988 : Bugs vs. Daffy: Battle of the Music Video Stars
- 1995 : That's Warner Bros.!, série télévisée
- 1996 : The Bugs n' Daffy Show, série télévisée

## Nominations
- Writers Guild of America Awards 1949 :
  - Meilleur scénario de comédie pour Visage pâle
  - Meilleur scénario de western pour Visage pâle
- Writers Guild of America Awards 1958 : Meilleur scénario de comédie pour La Blonde explosive